# Arthur Whetsol
Arthur 'Artie' Whetsol (Punta Gorda, 1905 - New York, 5 januari 1940) was een Amerikaanse jazz-trompettist die bekend werd als lid van het vroege orkest van Duke Ellington, the Washingtonians.
Whetsol groeide op in Washington D.C., waar hij bevriend raakte met Ellington. Hij maakte deel uit van de eerste groep van Ellington. Met Ellington ging hij in 1923 naar New York om bij de band van Elmer Snowden te gaan spelen, die Washington Black Sox heette. Ellington werd na problemen met Snowden tot nieuwe leider gekozen-de band heette toen 'the Washingtonians'. In 1924 stopte Whetsol met spelen om medicijnen te gaan studeren, maar keerde in 1928 bij Ellington terug. In de tijd dat Ellington in de Cotton Club speelde, maakte de band enkele van haar bekendste opnames uit die tijd waarop Whetsol meespeelde, zoals "Mood Indigo", 'Black and Tan Fantasy", "Black Beauty" en "The Mooche". Zijn lyrische, weemoedige spel contrasteerde sterk met het grommende geluid van trompettist Bubber Miley (de jungle sound) en diende Ellington als leidraad voor latere bezettingen. In 1937 verliet Whetsol de band wegens gezondheidsproblemen.
- Bibsys: 1054046
- Bibliothèque nationale de France: cb13943953r (data)
- Gemeinsame Normdatei: 1114999148
- International Standard Name Identifier: 0000 0000 2563 1248
- Library of Congress Control Number: n80124237
- MusicBrainz: f96e7b86-3f28-4205-9e39-58d4559f1513
- Nationale Bibliotheek van Israël: 987007314994905171
- Istituto Centrale per il Catalogo Unico: DDSV062425
- SNAC: w6d93f4z
- Système universitaire de documentation: 085647977
- Virtual International Authority File: 71582950
- WorldCat: E39PBJxcQWJcYQmhgBP3XKd4v3